# 本誓寺 (岐阜市)
本誓寺（ほんせいじ）は岐阜県岐阜市矢島町にある浄土宗の寺院で、山号は瑞華山。江戸時代は美濃における浄土宗の触頭であった。岐阜における織田信長所縁の寺の一つ。
松阪樹敬寺3世縁誉上人の法嗣、演誉吟暢上人により葉栗郡三宅村（現在の岐南町三宅）に誓願寺として建立される。創建年は演誉吟暢上人の没年から天文2年（1533年）以前である。享禄年間に岐阜へと移り、天正9年（1581年）に本誓寺と寺号を改めている。寺には織田信長が尾張国甚目寺から取り寄せて与えた長禄2年（1458年）銘の古梵鐘がある。その他、岐阜領主であった織田秀信の感状、福島正則の制札等の品が伝わっている。
江戸時代に入り、加納藩主奥平信昌の乳母の子である釈誉達無上人により再興される。藩主との縁により美濃国における触頭の地位を得て繁栄した。貞享年間と大正年間に火災に遭ったものの再建されて現在に至っている。戦国時代以降の膨大な古文書を現在に伝えている。